# جعفر بن الهادي
جَعْفَر بن موسى الهادي بن مُحمَّد المهدي بن عبد الله المنصُور بن مُحمَّد بن علي بن عبد الله بن العبَّاس الهاشِميُّ القُرشيُّ، المعروف اختصارًا جعفر بن الهادي، هو أميرٌ عبَّاسي، وابن الخليفة الرَّابع موسى الهادي، وحفيد الخليفة الثَّالث مُحمَّد المهدي، وابن أخي الخليفة الخامس هارون الرَّشيد. حاول أبوه الخليفة الهادي توليته ولاية العهد بدلًا من أخيه الرَّشيد، إلا أن محاولته لم تنجح. عاش جعفر في كنف عمه الرشيد، ثم تقرَّب لاحقًا من ابن عمه وولي العهد مُحمَّد الأمين، وكان له دور في تشجيعه على حياة اللهو والترف سعيًا لتحقيق أهدافه السياسية.

## نسبه
هو جَعْفَر بن موسى الهادي بن مُحمَّد المهدي بن عبد الله المنصُور بن مُحمَّد بن علي بن عبد الله بن العبَّاس بن عبد المُطَّلب بن هاشم الهاشميُّ القُرشيُّ.
والده هو الخليفة العبَّاسي الرابع موسى الهادي، رابع خُلفاء بني العبَّاس (حكم 169 – 170هـ / 785 – 786م).
والدته هي جارية فارسيَّة الأصل تدعى رحيم.

## في خلافة أبيه الهادي
بعد وفاة الخليفة المهدي سنة 169هـ / 785م، وتولي ابنه الأكبر موسى الهادي الخلافة، والذي عُيِّن وليًا للعهد بعده أخوه هارون الرَّشيد بموجب وصية أبيهما، أراد الهادي نقل ولاية العهد من أخيه الرشيد إلى ابنه جعفر ذو الخمسة أعوام، بهدف إبقاء مُلك الخلافة محصورًا في عقبه وذريته. أعلن الهادي عن نيته هذه لخاصته ورجال دولته المقربين، فوافقوه على ذلك، وقاموا بخلع الرشيد شكليًا، وبايعوا لجعفر بولاية العهد. لم يجد الرشيد في ذلك الوقت القدرة على المقاومة أو الاعتراض، خاصة وأن معظم رجال الدولة والقادة كانوا يؤيدون الخليفة القائم، فقبل بالأمر الواقع ظاهريًا.
رفض يحيى بن خالد البرمكي، مربي الرشيد ووزيره لاحقًا، هذا الإجراء بشدة، ثم تدخَّل يحيى لدعم حق الرشيد في ولاية العهد، وعمل على إقناع الخليفة الهادي بالعدول عن قراره. استخدم يحيى دهائه وقوة حجته، واستطاع إقناع الهادي بأن يُبقي أخاه الرشيد في ولاية العهد مؤقتًا، ريثما يكبُر جعفر ويشتد عوده، وعندها يمكن خلع الرشيد وتولية جعفر. لم يمضِ وقت طويل على هذا الاتفاق حتى مرض الخليفة الهادي وتوفي سنة 170هـ / 786م في ظروفٍ مُختلفٌ حولها، وذلك قبل تمكنه من تنفيذ خطته النهائية، لتؤول الخلافة إلى أخيه هارون الرشيد.

## في خلافة عمِّه الرشيد
بعد وفاة أبيه الهادي في 15 ربيع الأول سنة 170هـ / 14 سبتمبر 786م، عن عمر ناهز 23 عامًا، حُيِّد جعفر بشكل قاسٍ في ليلة وفاة أبيه، إذ أجبره القائد العسكري خزيمة بن خازم التَّميمي، على خلع نفسه من أي حق في ولاية العهد تحت تهديد القتل: «لتخلعنها أو لأضربن عنقك». وفي اليوم التالي، أُعلن هذا الخلع على الملأ لقطع الطريق أمام أي طموح مستقبلي باسمه. وبهذه الإجراءات السريعة، استتبَّ الأمر للخليفة الجديد هارون الرَّشيد وبدأ خلافته دون وجود ولي عهد للمرة الأولى منذ تأسيس الخلافة العبَّاسية.
نشأ جعفر بشكلٍ طبيعي، ولم يكن له أي دور سياسي فاعل، ولم يستطع فعل شيء سوى الصمت والقبول بالوضع الجديد تحت خلافة عمه الرشيد. ومع ذلك، فقد نشأ جعفر وفي نفسه حزازات وضغينة تجاه يحيى البرمكي وأولاده، لاعتقاده بأنهم لعبوا دورًا في حرمان أبيه من تثبيت ولاية العهد له، واعتقد في قرارة نفسه أن عمه الرشيد قد سلب منه الخلافة، بل ووصل به الظن إلى الاعتقاد بوجود تواطؤ بين الرشيد ويحيى البرمكي والخيزُران (جدته ووالدة الهادي والرشيد) لقتل أبيه الهادي. كتم جعفر هذه المشاعر والشكوك في نفسه لسنوات طويلة.
أقام جعفر بشكل رئيسي في مدينة البصرة. وكجزء من سياسة الرشيد تجاه الهاشميين لضمان ولائهم وإبعادهم عن الطموح السياسي، أقطع الرشيد ابن أخيه جعفر أراضي واسعة، وخصص له رواتب ومخصصات مالية كبيرة، شأنه شأن سائر الأمراء من بني هاشم. ساهمت هذه السياسة في انغماس الكثير من الهاشميين، ومن ضمنهم جعفر، في حياة الترف والبذخ، وكان شغل بعضهم هو التمتع بالمآكل والمشارب، واقتناء الجواري للغناء والخدمة، وقضاء الوقت في الحدائق والبساتين. ولم يكونوا يأتون إلى العاصمة بغداد إلا نادرًا، غالبًا لقبض رواتبهم أو لشراء بعض الكماليات كالجواري والأواني، في خطوة سياسية قضت باعتماد الخُلفاء على الكرم لاتقاء الشرور، ويتابع الأديب اللبناني جرجي زيدان قوله: «فالخليفة إذا تسنَّم ذروة الخلافة علم أن الأبصار موجهة إليه، وأن أكثر الناس حسدًا له وغيرة منه هم أهله، فإذا كان حكيمًا وسع لهم أسباب الرزق، وأكثر من إكرامهم، وسهل عليهم وسائل الترف والقصف، لعلمه أنها تشغلهم عن الاهتمام بالخلافة، وتضعف من عزائمهم عن النهوض إذا دعوا إليها».
رغم حياة الرفاهية، لم ينسَ جعفر ما في قلبه من نقمة على عمه الرشيد، خصوصًا على آل برمك وتحديدًا جعفر بن يحيى البرمكي الذي كان يتمتع بنفوذ هائل في الدولة، مما زاد من حسد جعفر بن الهادي ونقمته، وكان يُمنّي نفسه بإمكانية وصول الخلافة إليه بعد وفاة عمه الرشيد. تبددت آمال جعفر تمامًا عندما قام الرشيد بأخذ البيعة بولاية العهد لابنيه الأمين ثم المأمون. عندئذ، تأكد جعفر من فشل طموحاته، وعزم على الانتقام بطريقة ما.

## ندامته للخليفة محمد الأمين
وجد جعفر بن الهادي ضالته في الفضل بن الربيع في محاولة للبحث عن حلفاء لتحقيق أهدافه، فقد شاطره الفضل كراهية البرامكة وعدم الرضا عن نفوذهم في الدولة. تحالف الرجلان، وجعلا يعملان على قلب الحُكومة، ويتواعدان على التَّعاون، واتفقا على العمل سويًا لإسقاط البرامكة. وضع جعفر بن الهادي هدفه الأساسي هو إسقاط جعفر البرمكي من الوزارة، معتقدًا أن ذلك سيؤدي تلقائيًا إلى إضعاف أو إلغاء ولاية العهد للمأمون التي دبرها البرمكي، وبالتالي لن يبقى أمامه عقبة حقيقية نحو الخلافة سوى مُحمَّد الأمين، الذي كان جعفر يدرك مدى ضعفه وميله للهو. لتحقيق ذلك، تقرَّب جعفر بن الهادي من ابن عمه الأمين، وبدلًا من أن ينصحه بالاعتدال، عمل على تشجيعه وتسهيل سبل اللهو والترف له. وصل الأمر بجعفر أحيانًا إلى إظهار الخلاعة والتهتك بنفسه لمجاراة الأمين وكسب رضاه وثقته، بينما غفل الأمين عن هذه الدسائس والمطامع من حوله.
في الفترة التي سبقت الأحداث المذكورة، كان جعفر بن الهادي قد قدم إلى بغداد منذ أيام قليلة، متظاهرًا بأنه جاء لتسلم راتبه. نزل ضيفًا على الأمين، الذي خصص له قصرًا مجاورًا لقصره ليقيم فيه مع حاشيته. وكان الأمين وجعفر يقضيان معظم وقتهما معًا في اللهو والقصف. أشار جعفر على الأمين بفكرة اقتناء جوارٍ بيض يجيدن الغناء، وهو من حث الفضل بن الربيع على الإسراع بشرائهن للاستمتاع بهن في الصباح الباكر.

### فهرس المنشورات
1. 1 2  الخضري (2003)، ص. 99-100.
2. ↑  ابن الأثير (2005)، ص. 857.
3. ↑  ابن الأثير (2005)، ص. 860.
4. 1 2  زيدان (2011)، ص. 90.
5. 1 2 3  زيدان (2011)، ص. 91.

### معلومات المنشورات كاملة
الكتب مرتبة حسب تاريخ النشر
- محمد الخضري بك (2003). الدولة العباسية. مراجعة: نجوى عباس. القاهرة: مؤسسة المختار للنشر. ISBN:978-977-5283-97-9. OCLC:54844608. OL:31601253M. QID:Q123224571.
- ابن الأثير الجزري (2005)، الكامل في التاريخ، مراجعة: أبو صهيب الكرمي، عَمَّان: بيت الأفكار الدولية، OCLC:122745941، QID:Q123225171
- جرجي زيدان (2011)، العباسة أخت الرشيد، وندسور و ميدينهيد: مؤسسة هنداوي، QID:Q133775504